# Артеміда (космічна програма)

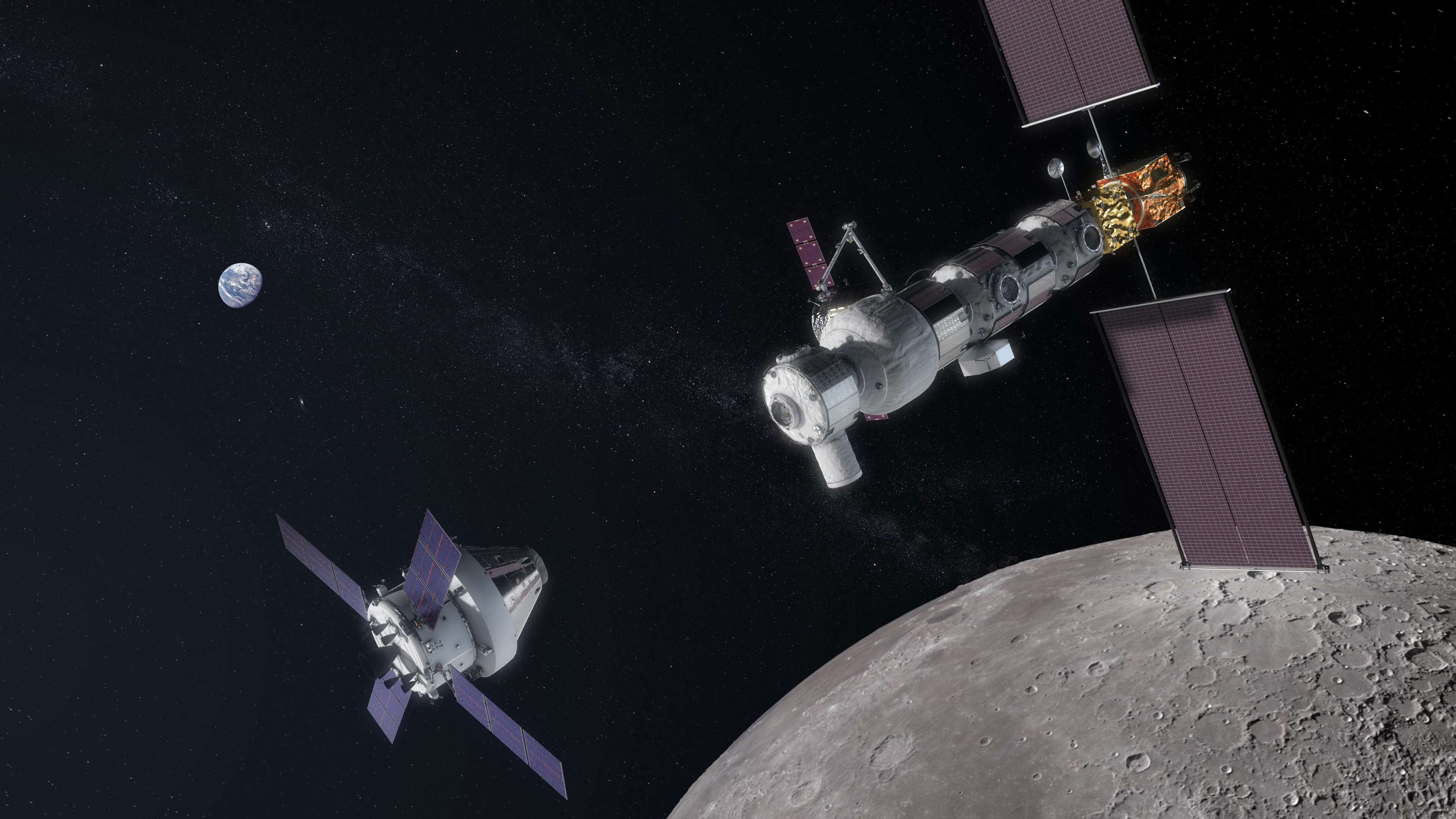
Оріон наближається до Lunar Gateway

Артеміда (англ. Artemis) — програма NASA у кооперації із приватними компаніями та космічними агенствами включно з Європейським щодо розвитку пілотованих космічних польотів. Її метою є «відправлення першої жінки та чергового чоловіка» на поверхню Місяця та створення тамтешньої інфраструктури із подальшими планами доправити астронавтів на Марс.
Діє на основі Домовленостей щодо принципів співпраці в цивільному дослідженні й використанні Місяця, Марса, комет та астероїдів у мирних цілях, підписаних 13 жовтня 2020 року в межах 71-го Міжнародного конгресу астронавтики такими країнами: США, Австралія, Канада, Японія, Люксембург, Італія, Велика Британія та Об'єднані Арабські Емірати.

## Назва
Назва «Артеміда» пов'язана із назвою попередньої програми NASA «Аполлон». Ці імена належать грецьким богам Артеміді та Аполлону — сестрі та брату близнюкам.

## Мета
Мета місії «Артеміда», згідно повідомлення NASA — повернути людей на Місяць до 2025 року, щоб полегшити майбутній пілотований політ на Марс. Окрім цього, згідно повідомлення агентства Reuters, NASA прагне видобувати ресурси супутника Землі, які включають кисень і воду, а згодом можуть доповнитись залізом та рідкісноземельними елементами. Ключовою частиною місії стане просування комерційних можливостей у космосі. Агентство також прагне кількісно оцінити потенційні ресурси, включаючи енергію, воду та місячний ґрунт, з метою залучення комерційних інвестицій.
Також, у рамках програми «Артеміда», NASA має намір створити всю необхідну інфраструктуру для створення «постійної програми дослідження та освоєння Місяця». Це включає в себе Місячні ворота, орбітальне середовище існування, яке дозволить здійснювати регулярні поїздки на поверхню та з неї, а також базовий табір Артеміди, який дозволить астронавтам залишатися там до двох місяців. У рамках програми NASA Innovative Advance Concepts (NIAC), команда з Центру космічних польотів імені Годдарда NASA запропонувала дизайн місячного довгобазового оптичного інтерферометра (LBI) для отримання зображень у видимому та ультрафіолетовому діапазонах. Відомий як Artemis-enabled Stellar Imager (AeSI), цей пропонований масив з кількох телескопів був обраний для першої фази розробки 2024 року в ході місії «Артеміда».

## Історія
Програма «Артеміда» почала діяти у 2017 році з бюджетом до 2024 року у $50 млрд Вона увібрала у себе напрацювання скасованих програм Сузір'я та Asteroid Redirect Mission. Артеміда передбачає будівництво за кошти NASA ракети SLS та американо-європейського космічного корабля «Оріон» (здатний перевозити чотирьох астронавтів) для створення на навколомісячній орбіті космічної станції Lunar Gateway, до якої стикуватимуться місячні посадкові модулі, що вже розробляються приватними компаніями.
За оцінками фахівців, загальні світові витрати на проєктування та виробництво системи життєзабезпечення для майбутніх астронавтів складають не менше $1 млрд.

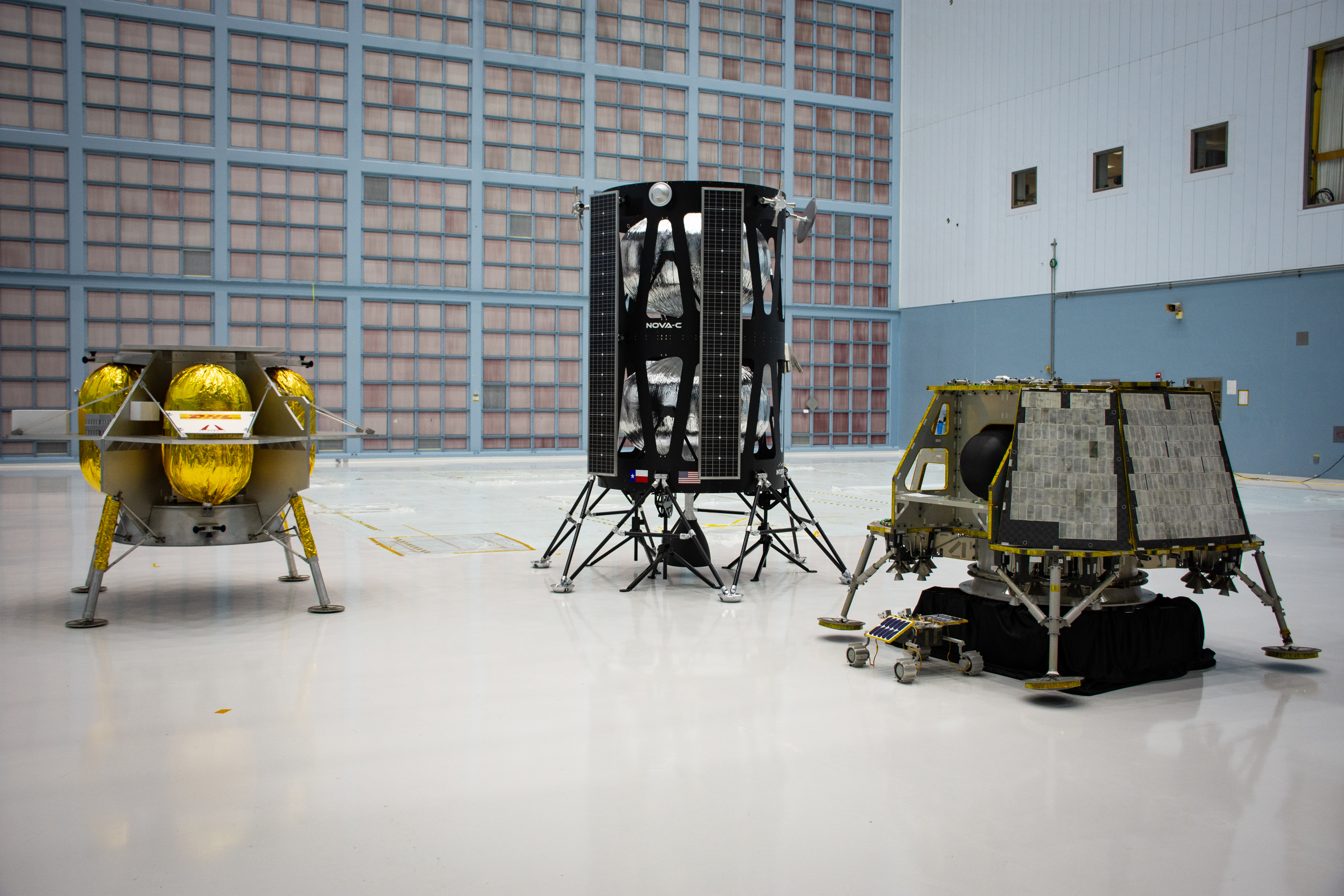
Зліва направо: Peregrine від Astrobotic Technology, Nova-C від Intuitive Machines та Z-01 від OrbitBeyond

У травні 2019 року NASA обрало три компанії, що виготовлятимуть посадкові модулі. Ними стали:
- OrbitBeyond — мала стати першою, забезпечивши політ у вересні 2020 року. Однак, невдовзі компанія зізналася, що не вкладається у графік;
- Astrobotic Technology — політ у червні 2021 року;
- Intuitive Machines — липень 2021.

У 2021 році NASA обрала для співпраці україно-американську ракетобудівну компанію Firefly Aerospace.

### Міжнародна участь та угоди
5 травня 2020 року, агентство Reuters повідомило, що адміністрація Трампа створює нову міжнаціональну угоду, яка обмежує принципи видобутку природних копалин Місяця. Адміністратор NASA, Джим Брайденстен, оголосив про ці угоди 15 травня 2020 року, цією заявою офіційно підтвердивши їх існування. Угоди містять серію двосторонніх домовленостей між урядами певних націй у програмі «Артеміда» «вкорінених договором про космос 1967 року». Угоди «Артеміда» зазнали критики від деяких американських дослідників з примітками до «концентрованої, стратегічної спроби перенаправити міжнаціональні космічні співпраці на користь короткотривалих комерційних інтересів США». Угоди підписали такі країни: США, Австралія, Канада, Японія, Люксембург, Італія, Великобританія, та Об'єднані Арабські Емірати 13 жовтня 2020, після цього угоди також підписала чинна влада держави Україна. У березні 2021 року, Південна Корея поставила 10-ий підпис в угоди програми «Артеміда», Нова Зеландія приєдналась місяцем пізніше. Бразилія стала 12-ою країною-підписантом, у червні 2021. Польща залишила 13-ий підпис в угодах, у жовтні 2021 року. Мексика підписалась у грудні 2021. Ізраїль у січні 2022, Румунія та Сингапур у березні 2022, Колумбія підписалась у травні 2022, Франція у червні 2022, Саудівська Аравія у липні 2022. У червні 2023 року, Індія приєдналась до участі в угоді. Аргентина поставила останній, на теперішній час, підпис у липні 2023.

### Хід місії
1 листопада 2024 року, згідно повідомлення ресурсу TechCrunch, в березні 2025 року SpaceX спланував провести першу в історії передачу палива між космічними кораблями на орбіті. Це стане ключовою віхою в підготовці до демонстрації безпілотної посадки Starship на Місяць, що є частиною місячної програми NASA «Артеміда». Це випробування сприятиме виконанню завдання доставки астронавтів на поверхню Місяця. Відповідно, NASA активно співпрацює зі SpaceX у межах контракту на суму $4,05 млрд на розробку та випробування корабля Starship. Ця багаторазова система транспортування стане першим космічним апаратом, здатним переносити значні обсяги палива на орбіті, що відкриває нові можливості для перевезення великих вантажів і корисного навантаження за межі земної орбіти. Запланована висадка екіпажу Starship на Місяць у межах місії «Артеміда» може відбутися вже у вересні 2026 року.
6 грудня 2024 року, за повідомленням агентства Associated Press, NASA оголосило про чергову затримку в реалізації місії з висадки астронавтів на Місяць. Адміністратор NASA Білл Нельсон повідомив, що наступна місія програми «Артеміда», під час якої чотири астронавти здійснять обліт Місяця та повернуться на Землю, тепер запланована на квітень 2026 року. Раніше запуск був призначений на вересень 2025 року, але вже переносився із запланованих термінів цього року. Причиною затримки стала необхідність розслідування пошкодження теплозахисного щита капсули «Orion» під час тестового польоту два роки тому. Як зазначають у NASA, це зайняло більше часу, ніж очікувалося, а також залишаються інші необхідні покращення для космічного корабля. Це також вплинуло на третю місію програми «Артеміда», під час якої планується висадка двох астронавтів на Місяць. Її тепер очікують не раніше 2027 року, хоча раніше цільовою датою був 2026 рік.
15 січня 2025 року ракета-носій Falcon 9 успішно вивела на орбіту місячний посадковий модуль Blue Ghost, розроблений компанією Firefly Aerospace. Запуск відбувся на стартовому майданчику 39A Космічного центру імені Кеннеді у Флориді в рамках ініціативи NASA CLPS (Commercial Lunar Payload Services). Ця місія є частиною програми «Артеміда», спрямованої на розширення досліджень Місяця.
У квітні 2025 року американська компанія Lunar Outpost представила на симпозіумі «Space Symposium 2025» у Колорадо-Спрінгс новий місяцехід під назвою Eagle, який буде застосовано для екіпажів місій програми «Артеміда».
На початку травня 2025 року Lockheed Martin передала NASA другий корабель «Orion» для програми «Артеміда». Політ до Місяця очікується на початку 2026 року. Чотири члени екіпажу, вперше, за більш ніж 50 років, здійснять обліт супутника Землі. Перший «Orion» в автоматичному режимі вже облетів Місяць у листопаді 2022 року. Корабель, в цілому, проявив себе з хорошого боку, хоча його тепловий екран виявився з дефектом. Зібрані дані в ході польоту допоможуть безпечно доставити людей до Місяця та повернути їх на Землю.

## Список місій
| Місія                    | Патчі                          | Дата запуску             | Майданчик              | Екіпаж                                                         | Ракета                     | Тривалість             | Мета | Статус                 |
| Активні «Артеміда 1–6»   | Активні «Артеміда 1–6»         | Активні «Артеміда 1–6»   | Активні «Артеміда 1–6» | Активні «Артеміда 1–6»                                         | Активні «Артеміда 1–6»     | Активні «Артеміда 1–6» | Активні «Артеміда 1–6» | Активні «Артеміда 1–6» |
| ------------------------ | ------------------------------ | ------------------------ | ---------------------- | -------------------------------------------------------------- | -------------------------- | ---------------------- | --- | ---------------------- |
| EFT-1                    |                                | 5 грудня 2014, 12:05 UTC | мис Канаверал, SLC-37  | відсутній                                                      | Delta IV Heavy (Delta 369) | 4год., 24хв., 46с.     | Випробування різних систем «Оріон» | місію завершено        |
| AA-2                     |                                | 2 липня 2019             | мис Канаверал          | відсутній                                                      | спеціальний бустер         | 3 хв.                  | Оцінка систем ракети-носія «Оріон» | місію завершено        |
| Артеміда-1               | Exploration Mission-1 insignia | 16 листопада 2022        | Центр Кеннеді, LC-39B  | відсутній                                                      | SLS Block 1                | ~25 днів               | Безекіпажний навколомісячний проліт та повернення                                                                                         | місію завершено        |
| Артеміда-2               |                                | Вересень 2025 2027       | Центр Кеннеді, LC-39B  | Ґреґорі Рейд Вайсмен Віктор Гловер Крістіна Кох Джеремі Гансен | SLS Block 1                | ~10 днів               | 4-хосібний проліт навколомісячною орбітою                                                                                                 | Заплановано            |
| Артеміда-3               |                                | Вересень 2026            | Центр Кеннеді, LC-39B  | В очікуванні                                                   | SLS Block 1B               | ~30 днів               | 4-хосібна експедиція з висадкою на Місяць 2-х осіб                                                                                        | Заплановано            |
| Артеміда-4               |                                | Вересень 2028            | Центр Кеннеді, LC-39B  | В очікуванні                                                   | SLS Block 1B               | ~30 днів               | Місячна експедиція 4-осібним екіпажем, з висадкою на Місяць та доставленням модуля I-HAB до Місячної брами                                | Заплановано            |
| Артеміда-5               |                                | Вересень 2029            | Центр Кеннеді, LC-39B  | В очікуванні                                                   | SLS Block 1B               | ~30 днів               | Посадка на Місяць за допомогою місяцеходу і доставлення заправного модуля ESPRIT до Місячної брами з подальшою висадкою екіпажу на Місяць | Заплановано            |
| Артеміда-6               |                                | Вересень 2030            | В очікуванні           | В очікуванні                                                   | SLS Block 1B               | ~30 днів               | Посадка на Місяць з доставленням модуля «Екіпаж і науковий шлюз» до Місячної брами                                                        | Заплановано            |
| Майбутні «Артеміда 7-11» |                                |                          |                        |                                                                |                            |                        | |                        |
| Артеміда-7               |                                | вересень 2031            | В очікуванні           | В очікуванні                                                   | SLS Block 1B               | ~30 днів               | Посадка на Місяць з доставленням на поверхню Місячної мобільної платформи (Місячного крейсера)                                            | В очікуванні           |
| Артеміда-8               |                                | 2032                     | В очікуванні           | В очікуванні                                                   | SLS Block 1B               | ~60 днів               | Висадка на Місяць з доставленням на поверхню Місяця наземної логістики та Фундаментального поверхневого середовища проживання             | В очікуванні           |
| Артеміда-9               |                                | 2033                     | В очікуванні           | В очікуванні                                                   | SLS Block 2                | ~60 днів               | Посадка на Місяць з доставленням логістики на поверхню Місяця                                                                             | В очікуванні           |
| Артеміда-10              |                                | 2034                     | В очікуванні           | В очікуванні                                                   | SLS Block 2                | <180 днів              | Висадка на Місяць, тривале перебування з доставленням логістики на поверхню Місяця                                                        | В очікуванні           |
| Артеміда-11              |                                | 2035                     | В очікуванні           | В очікуванні                                                   | SLS Block 2                | ~365 днів              | Доставлення логістики для місячної бази та її змін                                                                                        | В очікуванні           |

## Критика
Програма «Артеміда» зазнала критики з боку кількох космічних професіоналів.
Марк Віттінґтон, співробітник газети «The Hill» і автор кількох досліджень з освоєння космосу, заявив у своїй статті, що "цей проєкт місячної орбіти не допоможе нам повернутися на Місяць".
Аерокосмічний інженер, письменник і засновник організації «Марсіанське товариство», Роберт Зубрін, висловив своє невдоволення проєктом Gateway, який є частиною програми «Артеміда» запланований до реалізації у 2027 році. Він представив альтернативний підхід до висадки екіпажу на Місяць у 2024 році під назвою «Moon Direct», подібний до вже запропонованого ним проєкту «Mars Direct». Його пропозиція передбачає поступову відмову від SLS і космічного корабля «Orion», замінивши їх ракетами-носіями програми SpaceX і SpaceX Dragon 2. Він також пропонує використовувати важкий пором/посадковий апарат, який заправлятиметься на поверхні Місяця за рахунок використання ресурсів на місці і доставлятиме екіпаж з ННО на поверхню Місяця. Ця концепція нагадує пропозицію космічної транспортної системи NASA 1970-х років.
Астронавт місії «Аполлон-11» Базз Олдрін не погоджується з поточними цілями й пріоритетами NASA, в тому числі з їхніми планами щодо місячного аванпосту. Він також поставив під сумнів користь ідеї "відправити екіпаж у проміжну точку космосу, забрати там посадковий модуль і спуститися вниз". Олдрін також висловив підтримку концепції «Moon Direct» Роберта Зубріна, яка передбачала циклічні подорожі місячних кораблів від навколоземної орбіти до поверхні Місяця.
Програма викликала критику через те, що для дозаправки HLS на орбіті за одну екіпажну місію знадобиться щонайменше 15 запусків. У 2024 році Дженніфер Дженсен зі SpaceX припустила, що для заправки HLS знадобиться десять запусків.
В січні 2024 року, Майкл Дуглас Гріффін, який працював керівником NASA при адміністрації Джорджа Буша в середині 2000-х, заявив американським законодавцям, що плани NASA щодо повернення людей на поверхню Місяця надто невиразні, дорогі та нереалістичні. «На мою думку, програма "Артеміда" надмірно складна, має нереальну ціну, ставить під загрозу безпеку екіпажу, представляє дуже високий ризик зриву місії й навряд чи буде завершена вчасно, навіть у разі успіху», — заявив Гріффін підкомітету палати представників з космосу та аеронавтики під час слухань з «Артеміди».